# Пір (король Британії)
Пір − легендарний король Британії, згідно з «Історією королів Британії» Гальфрида Монмутського. Наступник Самуїла Пенісела, попередник Капоїра (предок Луда та Кассівелауна).
В самого Гальфрида про нього не сказано нич, окрім імені. Лайамон додає, що Пір був злотоволосим та напрочуд гарним, всі дивувалися, звідки такий красень. Нарешті, в лицарському романі 14 ст. «Персефорест» сказано, що за Піра (хоч і не з його вини) Британія впала в стан настільки жалюгідний, що навіть ніхто не хотів її завойовувати. Пір помер бездітним, але невдовзі після його смерти до Британії приплив Олександр Македонський та його воїни − брати Бетіс та Гадифер, які взяли острів під владу та створили там золотий вік.